# 竹下豐次
竹下豐次（日语：／，1887年2月—1978年4月25日），東京帝國大學畢業，為日本政治人物、台灣日治時期政府官員。
他於1932年奉令接替太田吾一擔任台灣台中州知事。管轄今台中市、台中縣、彰化縣、南投縣等區域。戰後擔任於1947—59年任日本參議院議員（宮崎縣選舉區），期間曾任勞動省政務次長。
| 前任： 太田吾一 | 台中州知事 1932年上任 | 繼任： 日下辰太 |